# Johan Callmer
Johan Callmer (* 8. November 1945 in Lund) ist ein schwedischer Prähistoriker und Mittelalterarchäologe.
Callmer studierte nach dem Schulbesuch in Lund zunächst Slawistik, anschließend Ur- und Frühgeschichte. 1977 wurde er an der Universität Lund promoviert. Seit 1991 war er Professor an der Universität Umeå, von 1993 bis zum 30. September 2007 war er Professor für Ur- und Frühgeschichte mit dem Schwerpunkt Mittelalterarchäologie an der Humboldt-Universität zu Berlin.
Callmer beschäftigt sich mit Theoretischer Archäologie, archäologischer Kulturlandschaftsforschung, dem Handel und Austausch im 1. Jahrtausend aus archäologischer Sicht und der Archäologie Nord- und Osteuropas zwischen 400 und 1200.

## Veröffentlichungen (Auswahl)
- Trade beads and bead trade in Scandinavia. Ca. 800 – 1000 A.D. (= Acta archaeologica Lundensia. Series in 4°. 11). Habelt u. a., Bonn u. a. 1977, ISBN 91-40-04466-1 (Zugleich: Lund, Universität, Dissertation).